# Melanargia
Melanargia Meigen, 1828, è un genere di lepidottero, appartenente alla famiglia Nymphalidae ed alla sottofamiglia Satyrinae, tribù Satyrini. È l'unico genere compreso nella sottotribù Melanargiina Verity, 1920.